# استراتفورد سنت مری
استراتفورد سنت مری (به انگلیسی: Stratford St. Mary) یک روستا و محله مدنی در بریتانیا است که در Babergh واقع شده‌است. استراتفورد سنت مری ۷۰۱ نفر جمعیت دارد.